# Chromatomyia hoppiella
Chromatomyia hoppiella är en tvåvingeart som beskrevs av Spencer 1990. Chromatomyia hoppiella ingår i släktet Chromatomyia och familjen minerarflugor.
Artens utbredningsområde är Schweiz. Inga underarter finns listade i Catalogue of Life.